# 夏日乐悠悠
《夏日乐悠悠》是2011年9月30日在中国大陆上映的爱情电影，由彭于晏和Angelababy领衔主演。影片在中国大陆首周三天收获125万元，至10月16日累计460万元，最终票房为520万元人民币。

## 剧情
夏米的父母双双葬身大海，将最后一根救命木头留给了她。她被渔夫大叔救得，此后一直痛恨大海。夏米有读懂唇语的神奇技能，在上班时，凭借懂唇语而被一名叫JK的客户看中，被派往一个小岛调查JK的对手游乐乐的非法诈骗行为。在前往海岛途中，她遇上了游乐乐和一对新娘新郎的结婚船，当时游乐乐假扮成海賊持刀威逼新娘，要新郎说出结婚前的所作所为，这是新娘对新郎的考验。而夏米却不知道，于是扔鞋过去，打伤了游乐乐。游乐乐和夏米的关系自此进入紧张状态。一次，两人同时出海，遇到一个熟人，才知道两人的关系并非简单。这时候，一群奇怪的高层来到了海岛，游乐乐才知道自己也是被陷害，夏米向困境中的游乐乐伸出援手，两人的爱情也由此开始。游乐乐不为人知的秘密也一一被揭发。

## 演员阵容
| 演员                            | 角色       | 备注 | 粤配   |
| 彭于晏 童年：黃元澤             | 游樂樂     | 同父異母之弟兼死敌 郝常、蘇菲亞的朋友兼證婚人 夏米和烏骨雞的前老闆 安排各種創意的旅遊項目來騙錢 樂悠悠旅館的老闆，後退出，後為一家餐廳的老闆兼廚師 | 鄭棋源 |
| Angelababy（杨颖） 童年：蔣依依 | 夏 米      | 失聪 有梦游症 郝常、苏菲亚之好友 被JK派去调查乐乐的诈骗行为 乐悠悠旅馆的前侍应生                                                                   | 蕭慧妮 |
| 朱雨辰                          | 郝 常      | 乐悠悠旅馆来旅游结婚的新郎 乐乐、夏米之好友 | 張振龍 |
| 周 扬                           | 苏菲亚     | 乐悠悠旅馆来旅游结婚的新娘 乐乐、夏米之好友 | 羅珮萊 |
| 王 骏                           | 乌骨鸡     | 游乐乐的前得力助手兼船手 帮JK找出游乐乐的诈骗证据来陷害乐乐                                                                                            | 戴桓鵬 |
| 叶良财                          | JK         | 游乐乐同父异母之兄兼死敌 派夏米和乌骨鸡去调查游乐乐诈骗的证据                                                                                          | 葉寶聖 |
| 杨威文                          | 新 郎      | 结婚船上的新郎 | 羅瑞安 |
| 何 洁                           | 呱 呱      | 夏米之同事 | 童沁   |
| 钟雅敏                          | 凯瑟林（Katherine） | 游乐乐之母 | 謝月美 |
| 曾文伟                          | 渔夫叔叔   | | 李俊邦 |

## 曲目
-  林俊杰[4]
- 《海底之心》 林俊杰、Angelababy[4]
- 《丘比特的虾米》 林天爱

## 幕后
本片取景于马来西亚登嘉楼热浪岛鄰近的浪中島。

## 奖项
美国洛杉矶第七届中美电影节《夏日乐悠悠》获得十佳最佳影片“金天使奖”。周扬凭借在本片的出色表现，荣获本届电影节“杰出新晋女演员”奖。

## 外部連結
- 豆瓣电影上《夏日乐悠悠》的資料 （简体中文）
- 时光网上《夏日乐悠悠》的資料（简体中文）
- 互联网电影数据库（IMDb）上《夏日樂悠悠》的资料（英文）